# Ochropleura denigrata
Ochropleura denigrata là một loài bướm đêm trong họ Noctuidae.